# Eugenio Camuzzi
Eugenio Camuzzi (Lugano, ... – Roma, 8 maggio 1602) è stato un vescovo cattolico svizzero.

## Biografia
Nacque a Lugano, figlio di Andrea. Talvolta è riportato come Camuzio. Studiò a Roma, dove si laureò in utroque iure.
Il 19 novembre 1568 papa Pio V lo nominò vescovo-conte di Bobbio. Ricevette la consacrazione episcopale il 9 gennaio 1569 nella Cappella Sistina a Roma dalle mani del cardinale Marco Antonio Da Mula, vescovo di Rieti e bibliotecario di Santa Romana Chiesa, co-consacranti i vescovi Nicola Maiorani, già vescovo di Molfetta, e Ventura Buffalini, vescovo di Massa e Populonia.
Il suo episcopato vide l'applicazione dei decreti emanati dal Concilio di Trento, nonché le resistenze opposte dall'abbazia di Bobbio. Nel 1574 tenne un sinodo nella diocesi bobiense.
Nel 1595 la Dieta di Baden lo propose come vescovo di Como, ma la decisione non fu ratificata. 
Morì nel 1602 a Roma e fu sepolto a Lugano.

## Genealogia episcopale
La genealogia episcopale è:
- Cardinale Marco Antonio Da Mula
- Vescovo Eugenio Camuzzi